# Josu Erkoreka
Josu Iñaki Erkoreka Gervasio (Bermeo, 3 de julho de 1960) é um político espanhol, membro do Partido Nacionalista Basco.

## Biografia
Josu Erkoreka formou-se em Direito pela Universidade de Deusto em 1982, e fez seu doutorado em Direito na Universidade do País Basco em 1990, defendendo sua tese na Faculdade de Direito daquela universidade.
Foi deputado no Parlamento espanhol por este partido entre 2000 e 2012, e porta-voz do Grupo Basco, entre 2004 e 2012. Faz parte do Governo Basco desde 2012, sendo atualmente Primeiro Vice-Presidente e Ministro da Segurança do terceiro governo de Iñigo Urkullu.